# Seaway: acque difficili
Seaway: acque difficili (Seaway) è una serie televisiva canadese in 29 episodi trasmessi per la prima volta nel corso di 2 stagioni dal 1965 al 1966.
È una serie d'avventura incentrata sulle vicende di Nick King, interpretato da Stephen Young, e dell'agente del dipartimento dei trasporti Leslie Fox (Austin Willis), impegnati a pattugliare la Saint Lawrence Seaway, il sistema di canali e chiuse nel fiume San Lorenzo che permette alle navi di spostarsi dall'oceano Atlantico alla zona dei grandi laghi. È il remake della serie statunitense Harbor Command, andata in onda dal 1957 al 1958.

## Personaggi e interpreti
- Nick King (29 episodi, 1965-1966), interpretato da Stephen Young.
- Ammiraglio Henry Victor Leslie Fox (29 episodi, 1965-1966), interpretato da Austin Willis.
- Ispettore Provost (3 episodi, 1965-1966), interpretato da Cec Linder.

### Guest star
Tra le guest star: Chris Wiggins, Jonathan White, Donald Ewer, Gordon Atkinson, Paul Guevremount, John Anthony, Tony Kramreither, Edward Wilson, Boudha Bradon, Madeline Kronby, Len Watt, Mel Scott, Ruth Springford, Herbert Berghof, Abbott Anderson, Kurt Schiegel, Steve Bryant, James Barron, Aileen Seaton, Guy Sanvido, Ted Follows, Sean Sullivan, Lynne Gorman, Murray Westgate, Ulla Moreland, Ian Ireland, Don Arres, Cec Linder.

## Produzione
La serie, ideata da Abraham Polonsky, fu prodotta da ASP Productions, Canadian Broadcasting Corporation e Incorporated Television Company. Le musiche furono composte da John Bath.

### Registi
Tra i registi sono accreditati:
- Daniel Petrie in 2 episodi (1965)
- George McCowan in 2 episodi (1966)
- John Berry
- Abner Biberman
- Lawrence Dobkin
- Harvey Hart
- Irving Lerner
- Gayne Rescher
- Eric Till

### Sceneggiatori
Tra gli sceneggiatori sono accreditati:
- Abraham Polonsky in 29 episodi (1965-1966)
- Lindsay Galloway in 2 episodi (1965-1966)
- Donald James in 2 episodi (1965)
- Alvin Goldman
- Charles E. Israel
- Norman Klenman

## Distribuzione
La serie fu trasmessa in Canada dal 16 settembre 1965 all'8 settembre 1966 sulla rete televisiva Canadian Broadcasting Corporation. In Italia è stata trasmessa con il titolo Seaway: acque difficili.

## Episodi
| Stagione         | Episodi | Prima TV Canada |
| ---------------- | ------- | --------------- |
| Prima stagione   | ?       | 1965-1966       |
| Seconda stagione | ?       | 1966            |